# Доходный дом И. Я. Фокина
Доходный дом И. Я. Фокина — здание в Москве на Садовом кольце (ул. Земляной Вал, д. 7). Доходный дом был построен в конце XIX — начале XX века по проекту архитектора Э.-Р. К. Нирнзее для купца И. Я. Фокина. Имеет статус объекта культурного наследия.

## История
В 1898—1901 годах архитектор Эрнст-Рихард Карлович Нирнзее построил для купца Ивана Яковлевича Фокина четырёхэтажный доходный дом на Земляном Валу, а вскоре пристроил к нему слева ещё один. В 1903 году в части дома, расположенной со стороны современной улицы Казакова, открылась четвёртая народная столовая Общества поощрения трудолюбия. Заведение общественного питания находилось в доме и в советское время. На углу с улицей Казакова долгое время работала булочная, вход в которую украшал золотой крендель. На верхних этажах дома в советские годы находились коммунальные квартиры. Сейчас бывший доходный дом занимают офисы различных фирм, а на первом этаже располагаются рестораны.

## Архитектура
Доходный дом построен в духе эклектики с элементами стиля модерн. Входная группа левой части дома увенчана сложным фронтоном с круглым окном. Над ним — шатрик и коробчатый свод. Фасад доходного дома, в особенности его левая часть, богато украшен лепниной. Под фронтоном, над большим окном четвёртого этажа — две женские головки, соединённые гирляндой.